# Cratoneuron commutatovirescens
Cratoneuron commutatovirescens är en bladmossart som beskrevs av Johann Amann 1918. Cratoneuron commutatovirescens ingår i släktet Cratoneuron och familjen Amblystegiaceae. Inga underarter finns listade i Catalogue of Life.